# Edgeworth David
Para el administrador colonial, ver Edgeworth Beresford David.
Tannatt William Edgeworth David, comúnmente conocido como Edgeworth David, (28 de enero de 1858 – 28 de agosto de 1934) fue un geólogo, explorador galés- australiano. Descubrió el grande Hunter Valley, yacimiento de carbón en Nueva Gales del Sur, y lideró la primera expedición en alcanzar el Polo Sur Magnético. También sirvió con distinción en la Primera Guerra Mundial.
David era aborigen de St. Fagans, cerca de Cardiff, Wales, el mayor de William David, un miembro de Jesus College, Oxford, un escolástico y naturalista y de su esposa Margaret Harriette Thomson. Su tío segundo (primo hermano de su madre, William A. E. Ussher del Geological Survey, el primero en interesarse en David y en su futuro trabajo.
A los 12, en 1870, David estudió en Magdalen College en Oxford. En 1876, ganó una beca clásica al New College, Oxford. Mientras recibía dictados por los famosos John Ruskin y William Spooner. En 1878 sufrió una crisis de salud y viajó a Canadá y Australia para recuperarse. Al regresar a Oxford, asistió a conferencias sobre geología por Sir Joseph Prestwich quien estimuló su interés en este tópico.
Después de graduarse como licenciado en Letras sin honores en 1880, pasó los siguientes dos años en estudios de campo sobre la geología de Gales. En noviembre de 1881, leyó su primer artículo Evidences of Glacial Action in the Neighbourhood of Cardiff delante de la Sociedad de Naturalistas de Cardiff.
En el año siguiente, estudió brevemente en la Escuela Real de Minas, de Londres, con el profesor J.W. Judd antes de aceptar el cargo de inspector geológico asistente del Gobierno de Nueva Gales del Sur, Australia.